# Tribunale illegale

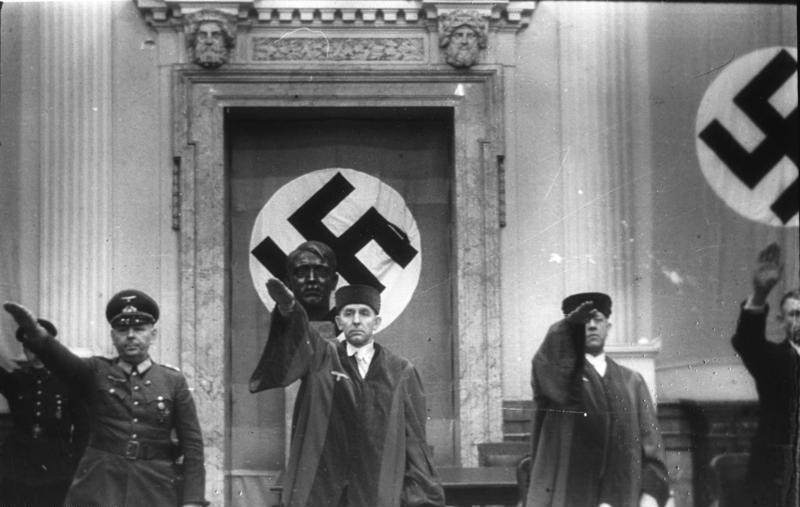
Una sessione del Tribunale popolare nella Germania nazista, ampiamente descritto nella storiografia come una corte di canguri.

Un tribunale illegale è un tribunale che ignora gli standard di legge o di giustizia ufficialmente riconosciuti: la propensione al sostanzialismo dell'apparato giudicante nega il razionalismo giuridico sotteso al formalismo del diritto moderno.

## Caratteristiche
Il termine può anche applicarsi a un tribunale tenuto da un'autorità giudiziaria legittima che ignori intenzionalmente gli obblighi legali o etici della corte. Ai convenuti in tali tribunali viene spesso negato l'accesso alla rappresentanza legale e, in alcuni casi, la difesa adeguata e il diritto di ricorso. 
I pregiudizi del decisore o motivazioni politiche sono tra le motivazioni più frequenti dei tribunali illegali. Tali procedimenti sono spesso tenuti per dare l'apparenza di un processo equo e giusto, anche se il verdetto è stato già deciso prima che il processo abbia effettivamente avuto inizio.
Tale tipo di processo potrebbe anche svilupparsi quando la struttura e il funzionamento del dibattito si traducono in un livello scadente di giudizio. Un esempio comune di questo è quando l'accusa ha eccessivi e ingiusti vantaggi strutturali rispetto alla difesa e quando il giudice ha poca o nessuna giurisdizione ufficiale nel territorio in cui si colloca.

## Denominazioni
Max Weber attinse da Richard Schmidt, suo collega all'Università di Friburgo in Brisgovia, il termine Kadijustiz (o giustizia del khadì), per estensione dalla prassi dei giudici delle Corti ottomane: lo fece per descrivere un'amministrazione della giustizia orientata in senso sostanzialistico e non alla legge formalmente razionale.
Più comune è la denominazione, diffusa in ambito anglosassone, resa dal sintagma inglese kangaroo court italianizzato con la locuzione corte o tribunale di canguri.

### Etimologia del terminekangaroo court
La locuzione anglosassone kangaroo court apparentemente, deriva dall'immagine di una giustizia che procede "a balzelli", come un canguro: il giudice procede, in altre parole, "saltando sopra" (ossia intenzionalmente ignorando) le prove che sarebbero a favore dell'imputato. 
Tuttavia è convinzione popolare sia derivata dai tribunali delle colonie penali australiane, il che potrebbe non essere in contrasto con il fatto che la prima comparsa del termine proviene da una fonte americana nell'anno 1853. 
Alcune fonti suggeriscono infatti che il termine potrebbe essersi diffuso durante la corsa all'oro californiana del 1849 dove affluirono molte migliaia di australiani. 
In conseguenza della presenza dei minatori australiani, il termine potrebbe aver fatto la sua apparizione come descrizione delle procedure astiose e sbrigative che dovevano dirimere le questioni sulle rivendicazioni territoriali da parte dei minatori. 
Una teoria alternativa è che, poiché queste corti sono spesso convocate rapidamente per affrontare un problema immediato, vengono chiamate corti di canguri perché sono "saltate fuori", costituendosi dal nulla, proprio come fanno i canguri.
La frase è popolare nel Regno Unito, negli Stati Uniti, in Australia e in Nuova Zelanda ed è ancora di uso comune.

## Esempi
Alcuni esempi di luoghi di giudizio descritti come tribunali di canguri sono il Tribunale del Popolo (Volksgerichtshof) della Germania nazista che condannò persone sospettate di essere coinvolte nel piano fallito per assassinare Hitler il 20 luglio 1944. 
Un altro esempio è il processo a Pol Pot e suo fratello Ieng San del tribunale rivoluzionario popolare in Cambogia nell'agosto 1979. Appena assunto il potere, il governo filo-vietnamita che li aveva deposti tenne un processo con una durata di cinque giorni, a conclusione del quale entrambi furono condannati a morte : il in contumacia si concluse il 19 agosto 1979 con verdetti e documenti di condanna presumibilmente preparati già prima del processo.
Basandosi su queste considerazioni, le Nazioni Unite hanno ottenuto nel 2001 la costituzione di un apposito Tribunale internazionale, per lo svolgimento di un nuovo processo ai dirigenti khmer rossi, affermando che quello del 1979 non era conforme agli standard del diritto internazionale: a seguito di questo nuovo giudizio nei confronti dei superstiti, l'accertamento dei crimini è stato confermato. 
Durante la rivoluzione romena del 1989, il segretario generale e presidente e del partito comunista Nicolae Ceausescu e sua moglie Elena furono condannati a morte da una corte di canguri di soldati dell'Esercito popolare rumeno, che erano poco prima passati dalla parte dei rivoluzionari.